# Nikon F
Die Nikon F (in Deutschland auch: Nikkor F) ist eine Kleinbild-Spiegelreflexkamera, die als Urtyp aller folgenden professionellen Kameras dieser Art gilt. Sie ist die erste von Nikon gebaute Kleinbild-Spiegelreflexkamera.
Die Nikon F wurde 1959 vorgestellt und bis Oktober 1973 produziert. Sie wurde bald, auch aufgrund ihres modularen Aufbaus, zu einer weltweit in der professionellen und wissenschaftlichen Fotografie verwendeten Kamera.
Zwar hatte die Nikon F nur mit einer wirklichen Weltneuheit aufzuwarten (dem 100%igen Sucherbildfeld), aber sie vereinte erstmals alle bis dahin bekannten Fortschritte in einem Modell.
1971 wurde sie von der äußerlich sehr ähnlichen Nikon F2 abgelöst.
Die Nikon F ist die Namensgeberin des Nikon F-Bajonetts. Es dient dem bis heute gleich gebliebenen Anschluss von Wechselobjektiven.

## Vorgeschichte
Die Nikon F baut auf folgenden Innovationen anderer Hersteller auf:
- 1914 erste Kleinbildkamera von Oskar Barnack - die Leica.
- 1936 Kine Exakta, erste Kleinbild-Spiegelreflexkamera mit Bajonett-Anschluss für Wechselobjektive.
- 1943 Duflex, erste Kleinbild-Spiegelreflex mit Prismensucher und Rückschwingspiegel.
- 1950 Exakta Varex, erste Kleinbild-Spiegelreflexkamera mit Wechselsuchern.
- 1955 Pentax Asahiflex, erste Kleinbild-Spiegelreflexkamera mit Springblende.
- 1963 Topcon RE Super, erste einäugige Spiegelreflexkamera mit Belichtungsmessung durch das Objektiv (TTL).

Sie baut technisch auf der professionellen Messsucherkamera Nikon SP auf. Man kann die Nikon F in mancher Hinsicht als eine SP mit Spiegelkasten und größerem Bajonett bezeichnen. Besonders auffällig ist die Baugleichheit der Bedienelemente auf der Oberseite beider Kameras (Schnellschalthebel, Zeitenrad, Verschluss). Das "F" von "Nikon F" wurde aus dem Begriff "Re-f-lex" gewählt, da die Aussprache des ersten Buchstabens "R" in verschiedenen Sprachen sehr unterschiedlich ist.
Kameras, die in Deutschland verkauft wurden, trugen aufgrund eines Rechtsstreits mit Zeiss Ikon einige Jahre die Bezeichnung „Nikkor“, um Verwechselungen vorzubeugen. Die Bezeichnung „Nikkor“ fand sich auf den Gehäusen selbst (Oberseite und Frontplatte) sowie auf den Wechselsuchern. Es wird geschätzt, dass nur 3.000–4.000 Exemplare mit dieser Beschriftung hergestellt wurden und nur noch wenige existieren. Diese Exemplare sind äußerst selten und gelten als Sammlerobjekte.

## Die Kamera

### Mechanik
Die Nikon F ist eine rein mechanische Kamera. Sie verfügt über einen horizontal ablaufenden Tuchschlitzverschluss.

#### Verschluss

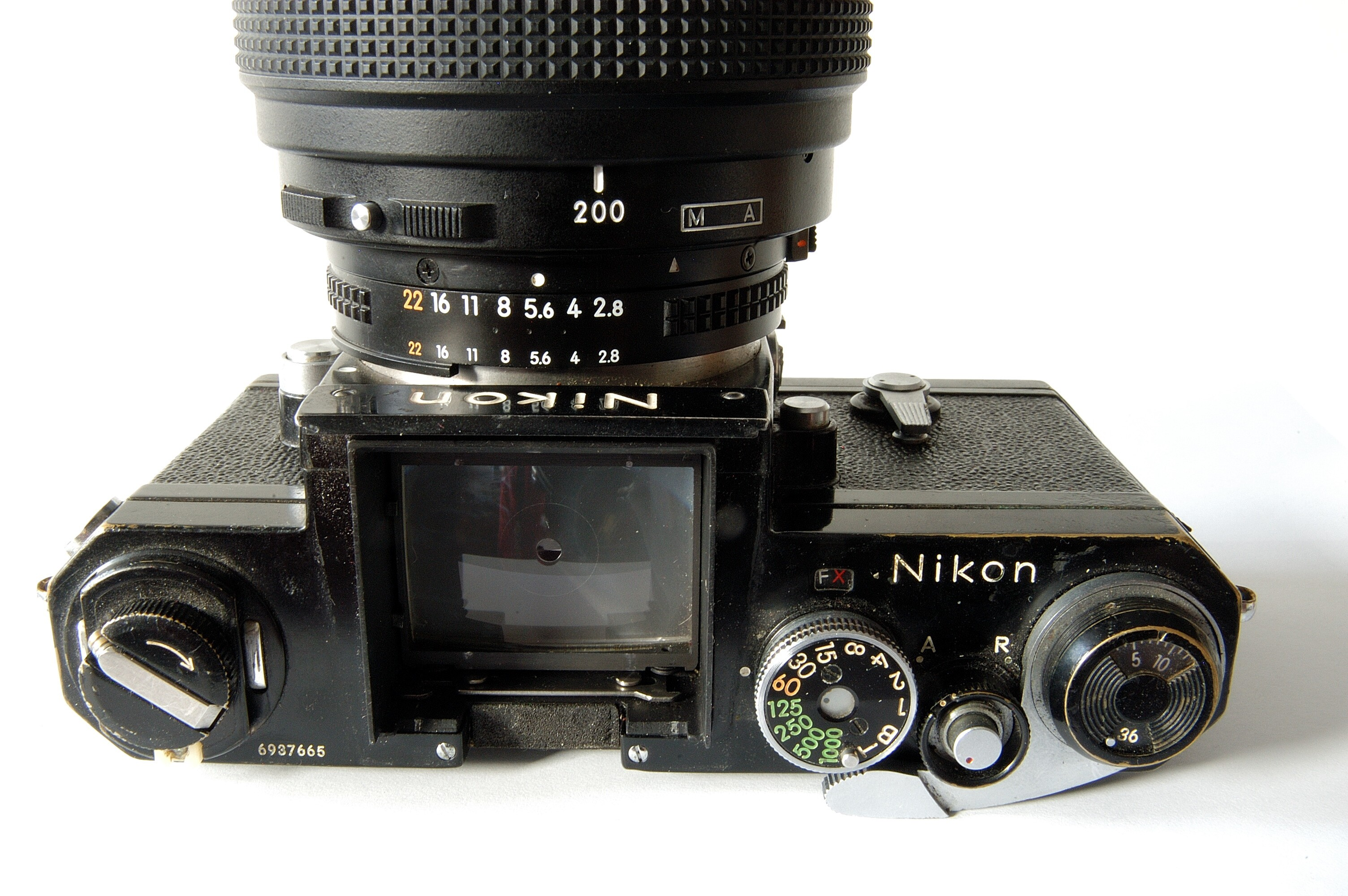
Ansicht von oben mit angesetztem Objektiv und abgenommenem Sucher. Auffallend ist der weit hinten angeordnete Auslöser.

Als Verschlusstücher dienen bei der Nikon F langlebige Titan-Rollos. Die Verschlusszeiten werden über Hemmwerke gebildet.
Die kürzeste Verschlusszeit ist 1/1000 Sekunde, die Blitzsynchronzeit beträgt 1/60 s. Verschlusszeiten lassen sich nur in ganzen Schritten einstellen.
Der Auslöseknopf liegt für heutige Verhältnisse ungewöhnlich weit hinten, ungefähr auf Höhe der Filmebene. Für den Drahtauslöseranschluss wird die heute nicht mehr übliche Leica-Glocke verwendet. Dies bezeichnet einen besonderen, glockenförmigen Drahtauslöseranschluss, der über den Auslöser geschraubt wird. Dieses System wurde u. a. auch bei den Edixa-Kameras der Firma Wirgin genutzt. Über separate Adapter sind „normale“ Drahtauslöser nutzbar. Der Auslöseknopf wird von einem erhöhten Ring umgeben, der auch zum Einstellen des Filmtransports (A-Stellung) oder der Filmrückwicklung (R-Stellung) dient.
Neben der normalen B-Einstellung (Bulb) für Langzeitbelichtungen, gibt es auch die für professionelle Kameras typische T-Einstellung, die den Verschluss erst wieder schließt, wenn das Verschlusszeitenrad in eine andere Stellung gedreht wird. Diese Einstellung erspart den Drahtauslöser mit Feststellschraube für die übliche B-Einstellung.

#### Spiegelvorauslösung und -arretierung
Die Nikon F verfügt über eine Spiegelvorauslösung. Wird der Drehknopf seitlich des Bajonetts am Spiegelkasten betätigt, klappt der Spiegel erst nach der nächsten Aufnahme hoch und verbleibt in dieser Stellung. Der Fotograf „verschenkt“ damit eine Aufnahme. Das Problem lässt sich aber umgehen, indem man den Auslöser nur halb eindrückt. Der Spiegel wird dann hochgeklappt, und der Verschluss nicht ausgelöst.
Die Spiegelarretierung ist u. a. notwendig, um den Gebrauch der drei für die Nikon lieferbaren Fisheyeobjektive (6 mm, 7,5 mm und 10 mm) zu erlauben, sowie des ersten 21-mm-Objektives, deren Linsenaufbau tief in den Spiegelkasten hineinragt. Außerdem ist die Spiegelarretierung bei Motorbetrieb mit vier Bildern pro Sekunde erforderlich, ebenso zur Vibrationsvermeidung bei Mikroaufnahmen o. Ä.

#### Springblende
Als seinerzeit moderne Kamera verfügt die Nikon F zusammen mit den für sie gebauten Objektiven über eine Springblenden-Funktion, die gleichzeitig mit dem Verschlussablauf wirksam wird. Dies war Ende der fünfziger Jahre nicht selbstverständlich.

#### Belichtungsmessung
Die Kamera verfügt über keine im Kameragehäuse eingebaute Belichtungsmessung. Hierfür war zunächst ein zusätzlich erhältlicher, aufsteckbarer Selenbelichtungsmesser notwendig. Später wurde der Belichtungsmesser Bestandteil spezieller Wechselprismensucher.
Zur „Kommunikation“ mit den Belichtungsmessern dient die Nikon-typische „Gabel“ am Blendenring der Objektive.

#### Selbstauslöser
Die Nikon F verfügt über einen Selbstauslöser. Dieser wird nicht über den normalen Auslöser gestartet, sondern hat einen eigenen kleinen Auslöserknopf, der beim Drehen des Hebels freigelegt wird. Weiße Punkte an der Fassung des Hebels erlauben Vorlaufzeiten von 3, 6 oder 10 Sekunden einzustellen. Unter anderem am Aussehen des Selbstauslöserhebels erkennt man die jeweilige Modellgeneration.

### Rückwand

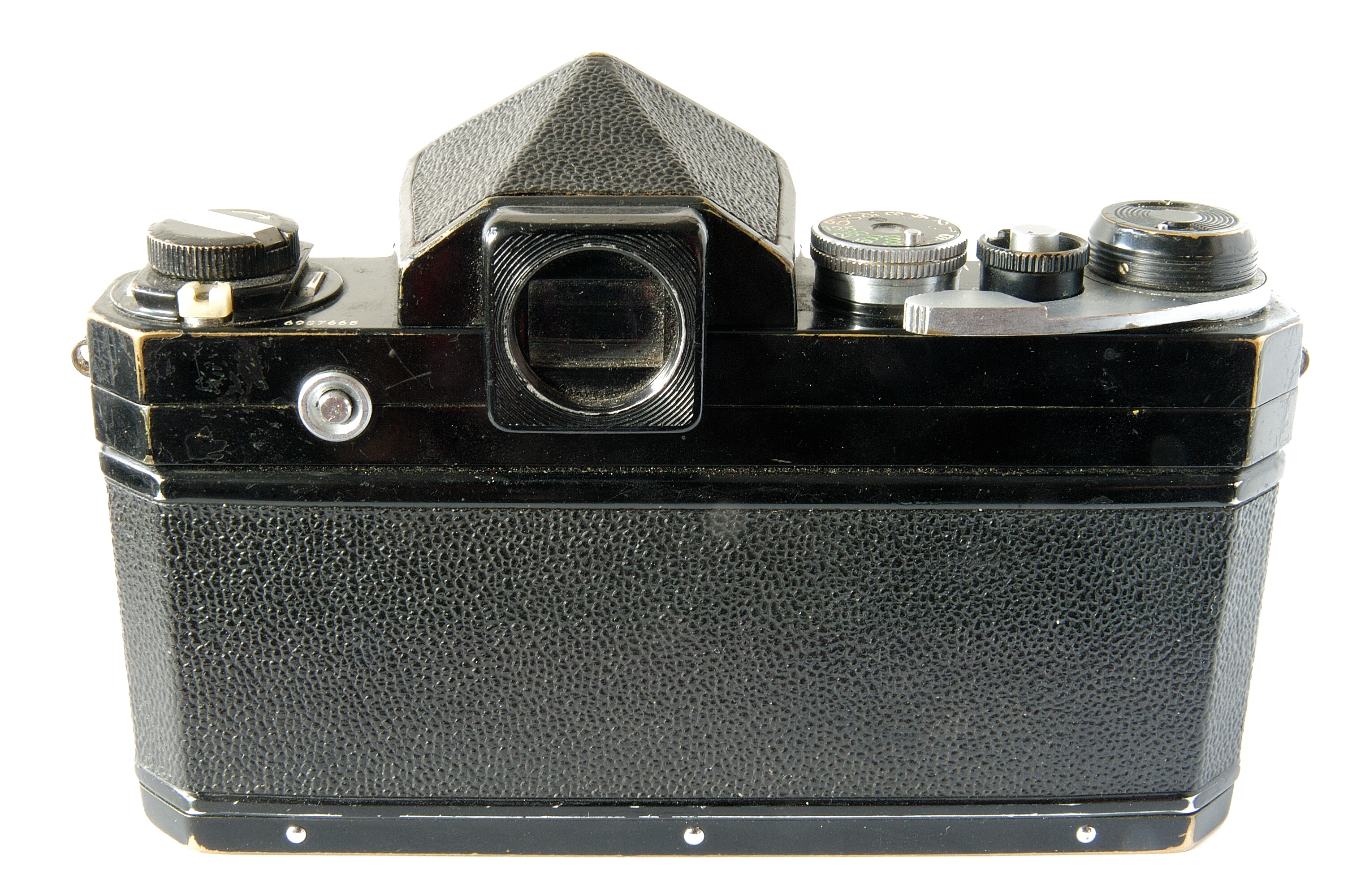
Ansicht von hinten. Die Rückwand muss zum Filmwechsel nach unten abgezogen werden. Links neben dem Sucherokular befindet sich der Entriegelungsknopf für den Wechselsucher.

Eine Eigenheit der Nikon F ist ihre Rückwand. Sie wird zusammen mit der Bodenplatte nach unten abgezogen. Dafür befindet sich in der Bodenplatte ein versenkbarer Entriegelungsknebel. Der Fotograf hält also beim Filmwechsel zwei Teile in der Hand.
Unten an der Bodenplatte lässt sich die Filmempfindlichkeit einstellen. Dies hat aber nur den Sinn einer Gedächtnisstütze ohne technische Funktion.
Der Motor F-36 verfügt über eine eigene Kamerarückwand sowie eine eigene Kamerabodenplatte (siehe weiter unten).

## Varianten der F
Die Varianten der Nikon F werden durch die verschiedenen Prismensucher unterschieden.
Die Nikon F Photomic FTn war das letzte neue Modell der Nikon F.

## Zubehör

### Wechselsucher

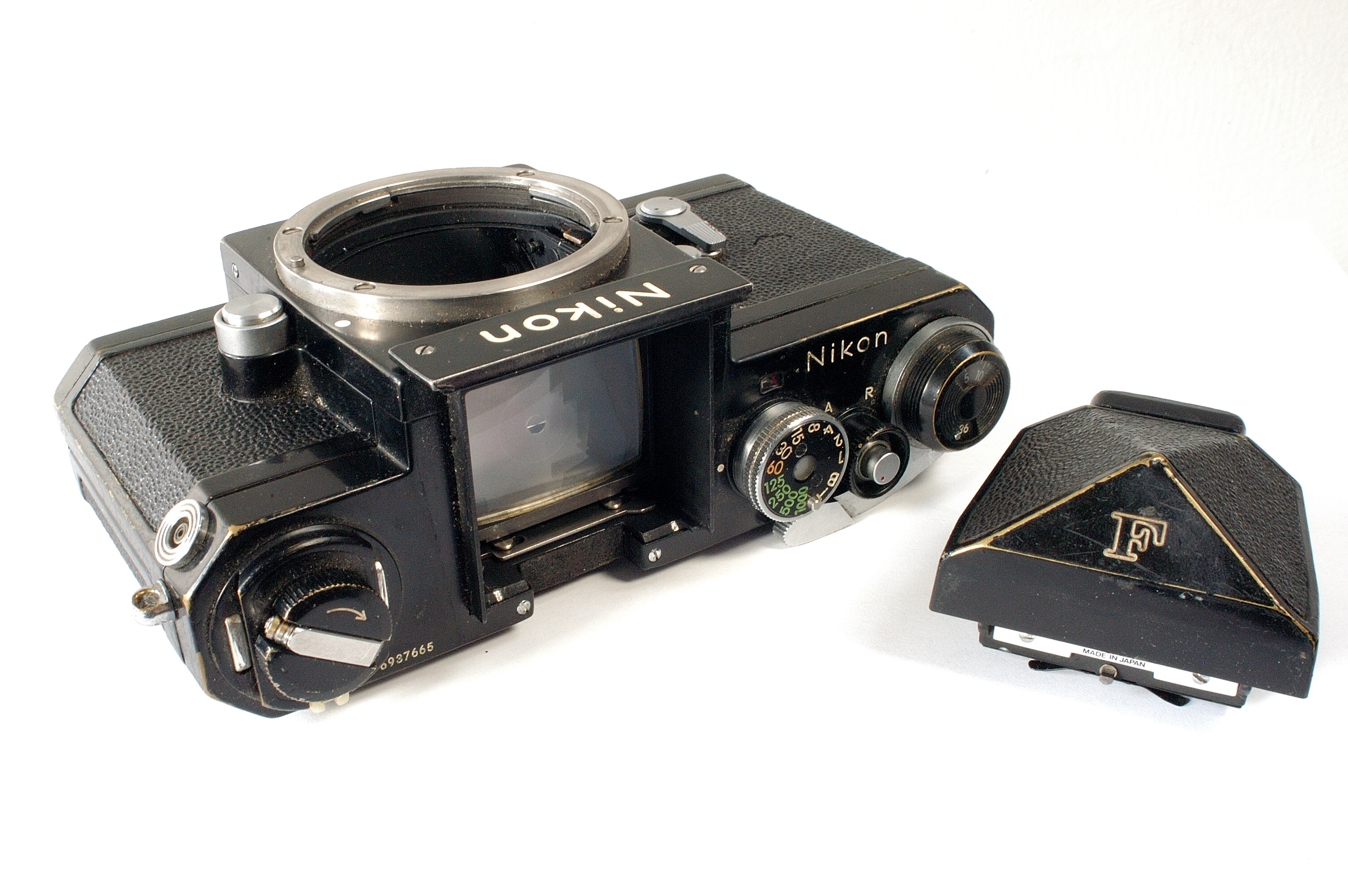
Nikon-F-Gehäuse mit abgenommenem Prismensucher

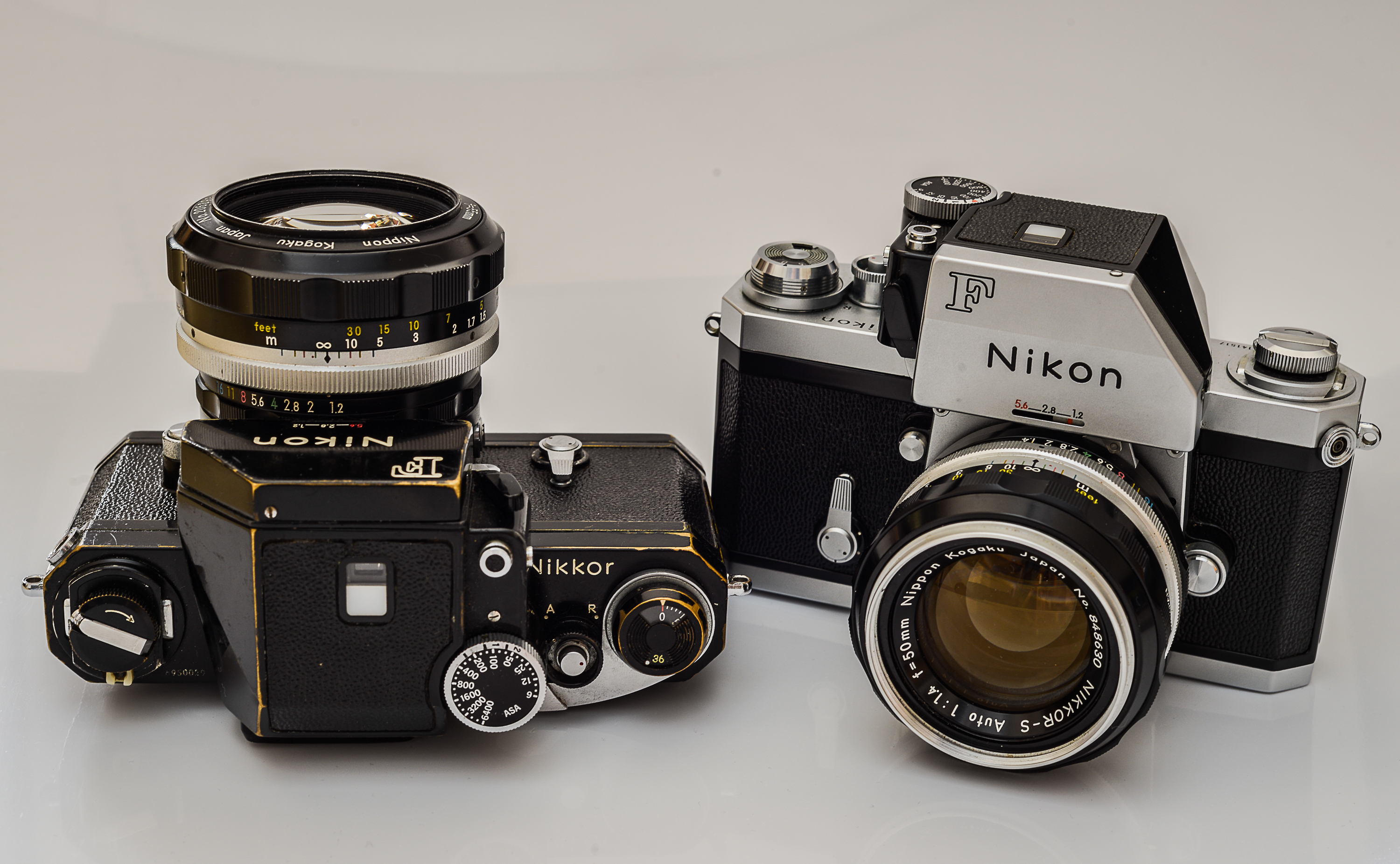
Nikkor F und Nikon F Kameras in beiden üblichen Farben. Beide mit Photomic FTN Sucher.

Charakteristisch für die F-Serie bis zur F5 ist das System von Wechselsuchern. Zum Wechseln der Sucher gibt es einen etwas schwer zu bedienenden kleinen Entriegelungsknopf an der Rückseite des Kameragehäuses.
Die Grundversion der F war mit einem Prismensucher ausgestattet, der ein aufrechtes und seitenrichtiges Bild zeigt.
Prismensucher mit eingebautem Belichtungsmesser wurden in der Nikon-Nomenklatur „Photomic“ genannt.
Der erste Photomic-Sucher (1962) besaß Außenmessung, dessen Messwinkel sich über einen Adapter reduzieren ließ. Zudem gab es dazu einen Diffusor für Lichtmessung.
Dann erschien der erste Photomic (T) zur TTL-Belichtungsmessung (Through The Lens) 1965, dessen nun im Suchergehäuse selbst angeordnete Messzellen das auf die Mattscheibe treffende Licht messen. Dies geschieht in allen Blendenstellungen bei voll geöffneter Blende. Der Photomic Tn (1967) misst das Mattscheibenzentrum von 12 mm zu 60 % und die Randbereiche zu 40 %. Diese Messteilung wurde ermöglicht durch den Bau eines asphärischen Kondensor-Linsen-Systems, geregelt durch eine feststehende Blende vor den beiden CdS-Zellen (den eigentlichen Lichtmesszellen), die links und rechts des Okulars liegen. Der Photomic Tn war von ASA 20 bis 6400 kalibriert. Der Messbereich ging von Lichtwert 2 bis 17 bei ASA 100 mit dem Nikon Auto 55 mm f/1,2.
Der ab 1969 ausgelieferte Photomic FTn wurde vor allem in der Bedienfreundlichkeit verbessert. Nach Einkuppeln des Objektives genügte es, den Blendenring einmal von Anschlag zu Anschlag zu bewegen, um die größte Öffnung des Objektives auf den Belichtungsmesser zu übertragen.
Die damaligen Photomics funktionieren mit den heutigen AF-Objektiven ohne Umbau der Objektive (Mitnehmergabel) nur bei Arbeitsblende.
Ein weiterer Sucher war der Lichtschacht. Der Lichtschacht ist mit einer wegklappbaren Lupe (5 ×) versehen. Das Sucherbild erscheint im Lichtschacht - sowie im Lupensucher - seitenverkehrt.
Ab der F2 gab es neben Prisma-, Lichtschacht- und Photomicsucher auch Lupen- und Sportsucher für spezielle Anwenderkreise. Die Wechselsucher der Nikon F2 passen ebenso an die F, jedoch muss an der Kamera das Frontschild abgeschraubt werden. Die Photomics der F2 funktionieren an der F allerdings nicht, da sie eine Stromversorgung seitens der Kamera erwarten.
Der Lupensucher ist von seinem Anwendungsbereich her ein „besserer Lichtschachtsucher“ für Makro- und Mikrofotografie. Er besteht aus einer aufwändig konstruierten 6-fach vergrößernden Lupe und ist damit besser als die einklappbare Lupe des einfachen Lichtschachtsuchers.
Der Sport-Prismensucher ermöglicht dem Fotografen (sogar den Brillenträgern) den Überblick über das gesamte Sucherbild, wenn er einen Helm oder eine Schutzbrille tragen muss (z. B. beim Fallschirmspringen oder auf dem Motorrad). Auch bei speziellen Unterwassergehäusen ist der Sportsucher unverzichtbar.

### Einstellscheiben
Die Nikon F ermöglicht den Wechsel zu verschiedenen Einstellscheiben, die schnell ausgewechselt werden können. Die mitgelieferte Einstellscheibe hatte einen Schnittbildindikator mit Messkreis und Fresnellinse. Sie ist universell bis zu einer Brennweite von 135 mm verwendbar. 14 verschiedene Modelle bieten die Möglichkeit, bei jedem Gebrauch (Makro-, Architektur-, Luftbildfotografie) die optimale Scharfeinstellung zu treffen.
Es können auch die Einstellscheiben der F2 verwendet werden.

### Motor und Langfilmkassette
Zur Nikon F gab es einen Motorantrieb, den F-36, der nicht zuletzt dafür verantwortlich war, dass sie sich als Profikamera sehr schnell etablieren konnte. Er wurde zum Vorbild für die Mitbewerber auf dem Kameramarkt. Mit dem F-36 sieht die Nikon F nur unwesentlich anders aus als wesentlich modernere Profikameras. Er verfügt über ein angebautes Batteriefach (zunächst externe Stromversorgung), einen Handgriff mit Auslöser und einen Umschalter von S (Single, Einzelbild) auf C (Continuous, Serie). Der F-36 schafft eine Bildfrequenz von 2, 2 1/2, 3 oder 4 Bildern in der Sekunde.
Des Weiteren stand ein Batterieteil mit Kabel zur Verfügung. Er enthielt acht Batterien à 1,5 V und einen umstellbaren Auslöser für Einzel- und Serienschaltung. Auch er konnte mit Relaisbox und Intervalometer zur Fernsteuerung genutzt werden. Der Kabelbatterieteil wurde mit Umhängeriemen und Kabel zu den Motoren ausgeliefert. Mit Hilfe der Relaisbox, zwischen Kamera und Batterieteil geschaltet, konnte die Kamera auf große Distanzen oder am Relaisteil selbst ausgelöst werden.
Anders als bei moderneren Kameras kann der Motor nicht an jede Nikon F angesetzt werden. Voraussetzung ist eine besondere, für den Motorbetrieb geeignete Bodenplatte, die jedoch einfach nach dem Lösen weniger Schrauben gewechselt werden kann. Zusätzlich müssen Kamera und Motor aneinander angepasst werden, dazu ist der Besuch in einer Fachwerkstatt erforderlich. Anschließend ist die umgebaute F dann ausschließlich mit diesem Antrieb verwendbar, auf den sie abgestimmt wurde. Man kann die Kamera allerdings jederzeit auch mit ihrer Normalrückwand verwenden.
Neben dem F-36 gab es auch den Motor F-250 mit zwei großen Nikon-Kassetten mit einem Fassungsvermögen bis zu 10 m Film (entspricht 250 Aufnahmen). Die technischen Merkmale der beiden Motoren waren gleich. Um die 10-Meter-Kassetten zu laden, bot Nikon ein Ladegerät an. Die zu ladende Filmlänge konnte vorgewählt werden. Diese F-250-Version wurde u. a. von der NASA mit in den Weltraum genommen (wie auch die entsprechende Nachfolgemodelle der F).

### Blitzgeräte

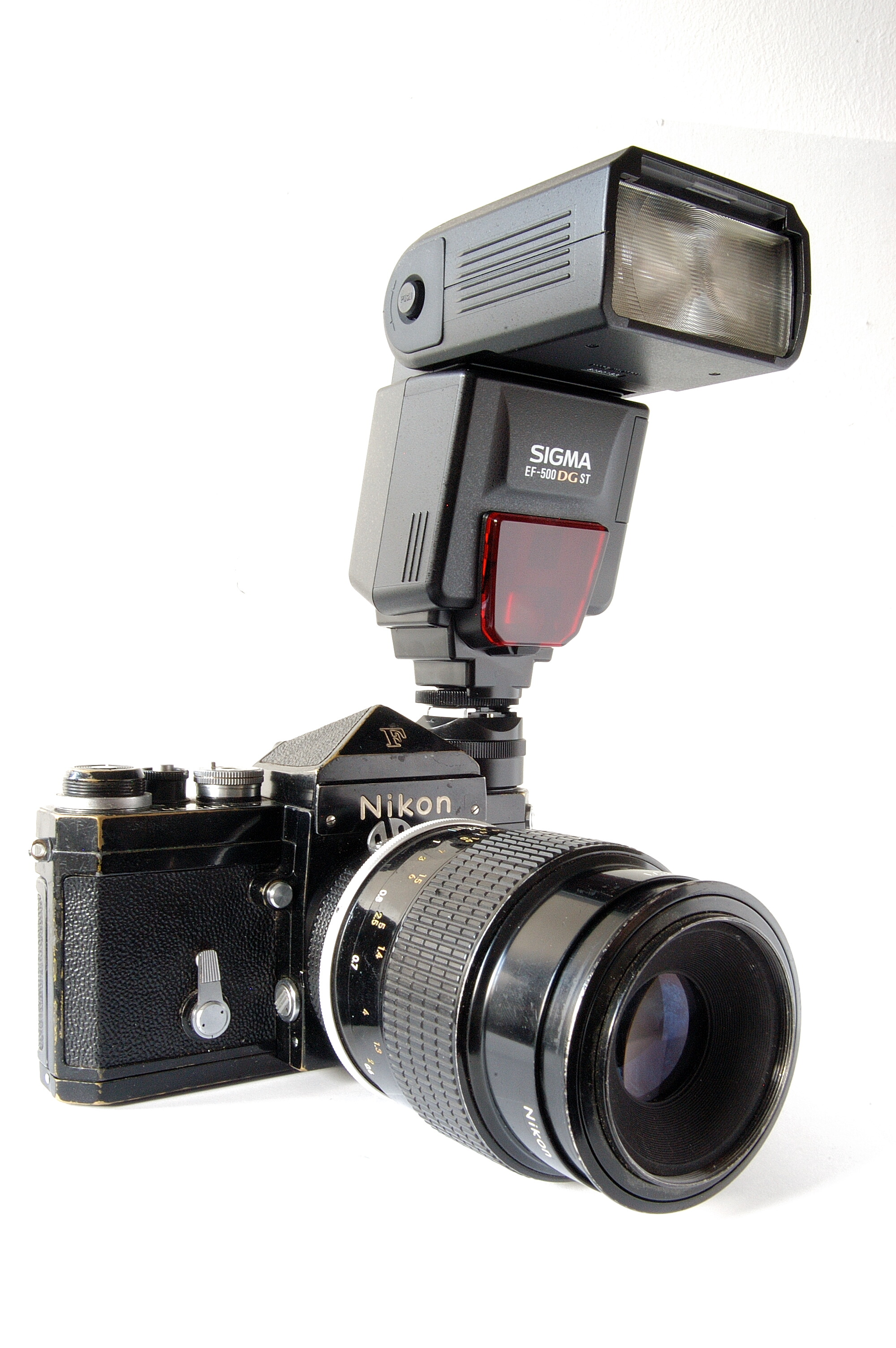
Einsatzbereite Nikon F mit aufgesetztem modernen Blitzgerät und altem 105-mm-Makroobjektiv.

Wie auch ihre Nachfolgemodelle F2 und F3 hat sie keinen normalen Blitzschuh, sondern einen für diese Modelle typischen eigenen Blitzanschluss an der Rückspulkurbel. Es gab aber einen Adapter für normalen Mittenkontakt, der auch für die F2 genutzt wurde. Blitzautomatik bietet diese rein mechanische Kamera naturgemäß nicht. Studio- und Stabblitzgeräte können über den Kabelanschluss an der Kameravorderseite ausgelöst werden.

### Objektive
Die meisten Objektive mit dem F-Bajonett können verwendet werden, Ausnahmen sind jedoch AF-G-Nikkore ohne Blendenring und DX-Nikkore für Digitalkameras mit kleinerem Bildkreis und APS-Objektive.
Ai- und AiS-Objektive weisen die typische Blendengabel auf, mit der die Photomic-Sucher funktionieren.  AF-Objektive weisen diese Gabel nicht mehr auf. AF-Objektive bzw. AF-D-Objektive mit Blendenring können aber umgerüstet werden.

## Sammelobjekt und heutiger Einsatz

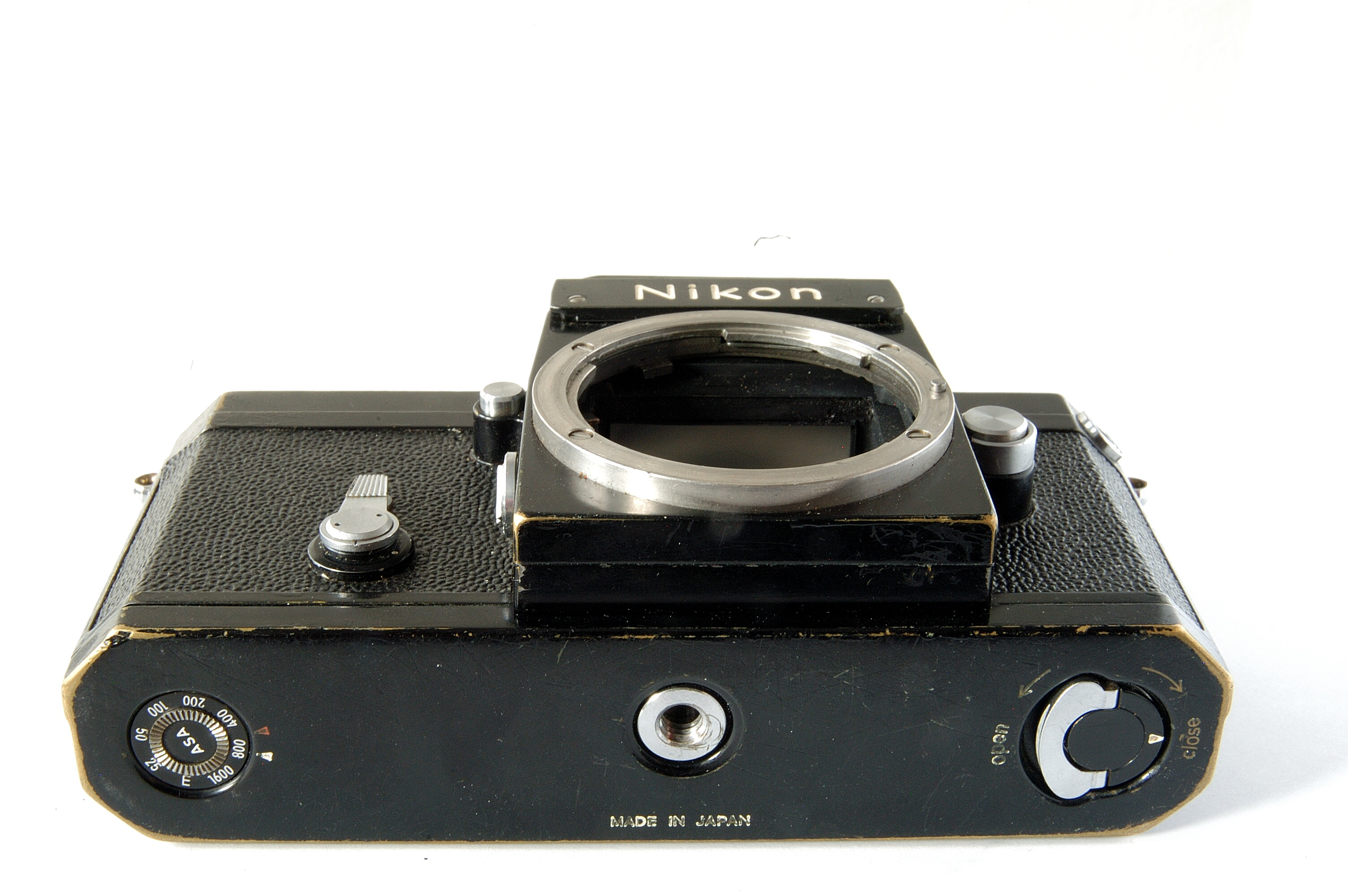
Ansicht von unten: Die Einstellung der Filmempfindlichkeit dient nur zur Erinnerung des Fotografen, hat aber keine technische Funktion. Rechts befindet sich die Entriegelung der Rückwand.

Die ersten Nikon F wurden 1959 gebaut, die Seriennummern begannen mit 64xxxxx. Die letzten Kameras aus dem Jahr 1973 wiesen 74xxxxx-Nummern auf. Die Übereinstimmung zwischen Baujahr und Seriennummern in einigen Zeiträumen ist zufällig.
Da die Nikon F im Laufe ihrer Bauzeit auch immer in Details verändert wurde, kann man anhand der Merkmale des Grundgehäuses in jedem Fall den Zeitraum eingrenzen, aus dem es stammt.

## Belege
1. ↑  Debut of Nikon F - Design philosophy of single-lens reflex camera Nikon F system, nikon.com, abgerufen am 1. März 2018
2. ↑  Nikon-Zubehör: Einstellscheiben. Bei ozdoba.net.